# Pernes-les-Fontaines
Pernes-les-Fontaines ist eine französische Gemeinde mit 10.433 Einwohnern (Stand 1. Januar 2022)  im Département Vaucluse in der Region Provence-Alpes-Côte d’Azur. Sie gehört zum Arrondissement Carpentras und ist Mitglied im Gemeindeverband Communauté d’agglomération Les Sorgues du Comtat. Die Bewohner werden Pernois und Pernoises genannt.
Die Gemeinde erhielt 2023 die Auszeichnung „Drei Blumen“, die vom Conseil national des villes et villages fleuris (CNVVF) im Rahmen des jährlichen Wettbewerbs der blumengeschmückten Städte und Dörfer verliehen wird.

## Geografie
Pernes-les-Fontaines liegt im Comtat Venaissin in der Provence etwa sechs Kilometer südlich von Carpentras und etwa 21 Kilometer nordnordöstlich von Avignon südlich des Mont Ventoux in der Ebene am Fuße der Monts de Vaucluse. Die Stadt wird von der Nesque durchflossen, die von der Hochebene der Monts de Vaucluse kommt und hier in die Sorgues mündet. Teile des Gemeindegebietes gehören zum Regionalen Naturpark Mont-Ventoux.
Umgeben wird Pernes-les-Fontaines von den zehn Nachbargemeinden:
| Monteux                                    | Carpentras                                  | Mazan               |
| Althen-des-Paluds Entraigues-sur-la-Sorgue | Kompassrose, die auf Nachbargemeinden zeigt | Saint-Didier        |
| Saint-Saturnin-lès-Avignon                 | Velleron L’Isle-sur-la-Sorgue               | La Roque-sur-Pernes |

## Geschichte
Pernes war bis 1320 Hauptstadt des Comtat Venaissin.
1936 erfolgte die Umbenennung von Pernes in Pernes-les-Fontaines.

## Wappen und Devise
Das Stadtwappen zeigt eine goldene Sonne und einen silbernen Wassertropfen auf blauem Hintergrund.
Die Devise lautet: inter alia lucet Dei gratia („sie leuchtet über alles durch die Gnade Gottes“).

## Demographie

### Bevölkerungsentwicklung
| Jahr      | 1962  | 1968  | 1975  | 1982  | 1990  | 1999   | 2007   | 2013   | 2020   |
| Einwohner | 4.860 | 5.560 | 6.088 | 6.961 | 8.304 | 10.170 | 10.506 | 10.121 | 10.294 |

### Altersstruktur
15,8 Prozent der Bevölkerung sind 14 Jahre alt oder jünger, 10,8 der Bevölkerung sind 75 Jahre alt oder älter (Stand: 2020).

## Sehenswürdigkeiten
- Die 40 öffentlichen Brunnen von Pernes sind mit Maskaronen oder Kiefernzapfen verziert, rund gewölbt oder mit Moos überwachsen. Sie stammen größtenteils aus der Mitte des 18. Jahrhunderts, als man in der Nähe eine große Quelle entdeckte. Acht der Brunnen sind als Monument historique denkmalgeschützt, darunter die Fontaine du Cormoran und die Fontaine du Gigot.[2]

Brunnen
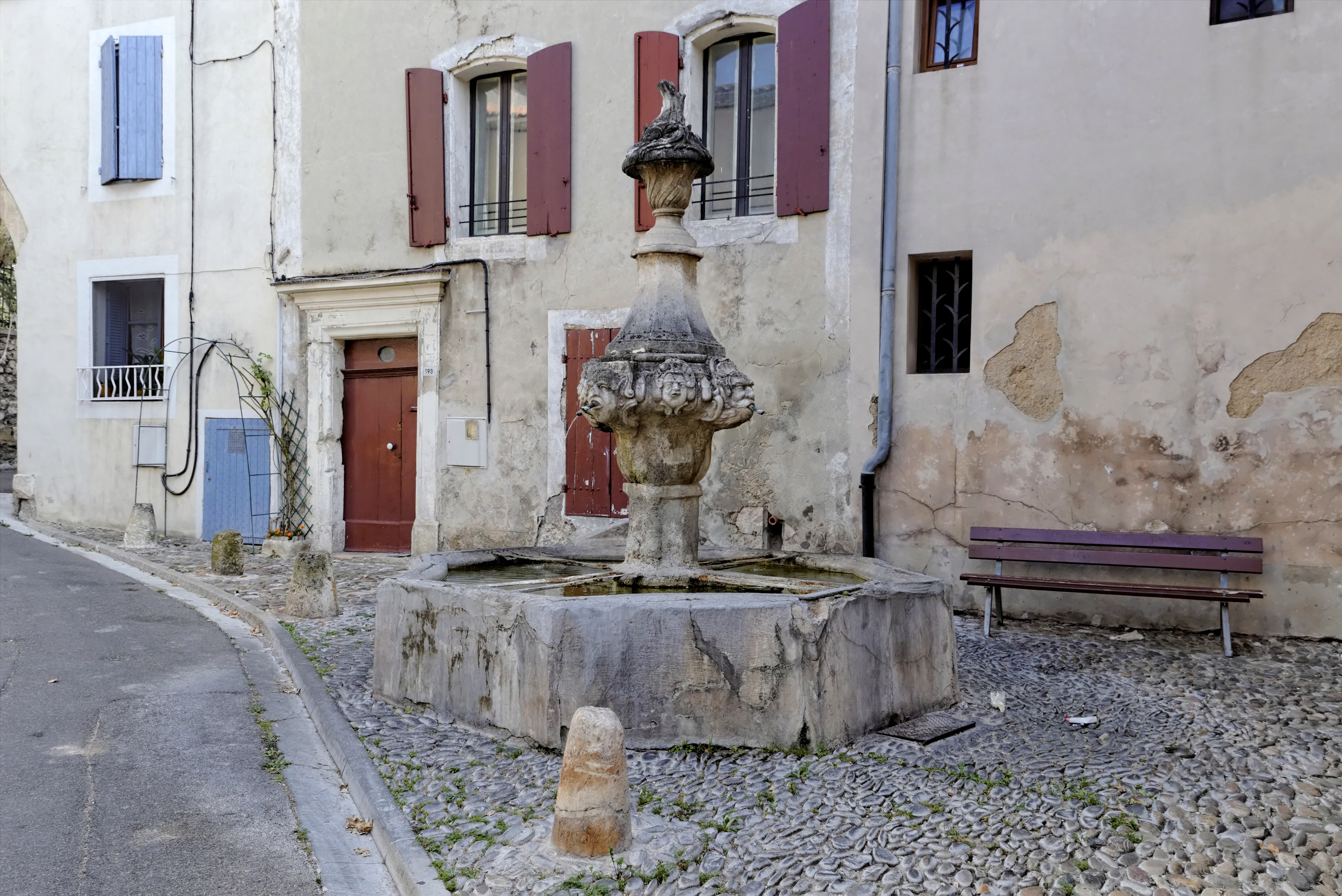
Fontaine du Gigot
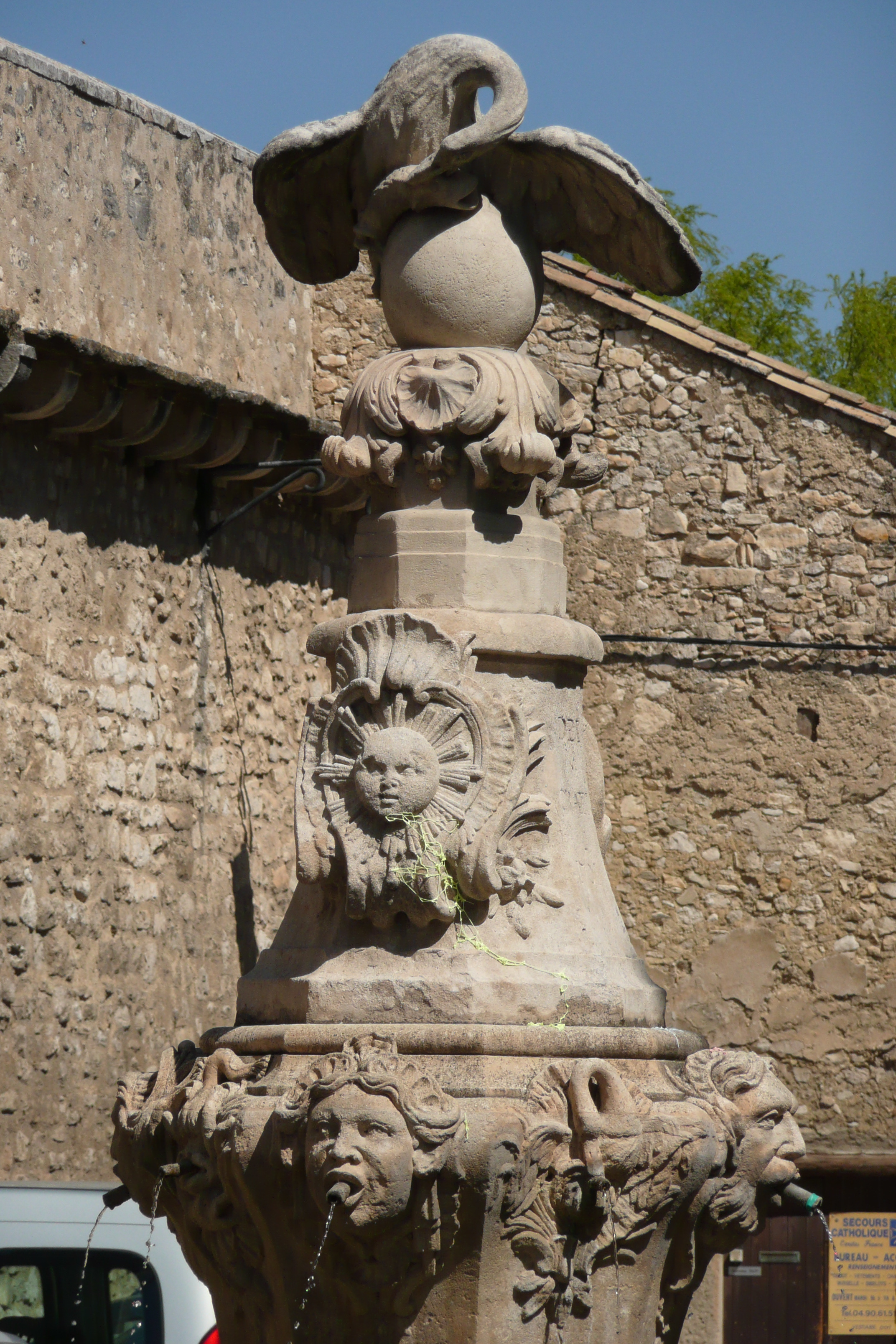
Fontaine du Pèlican
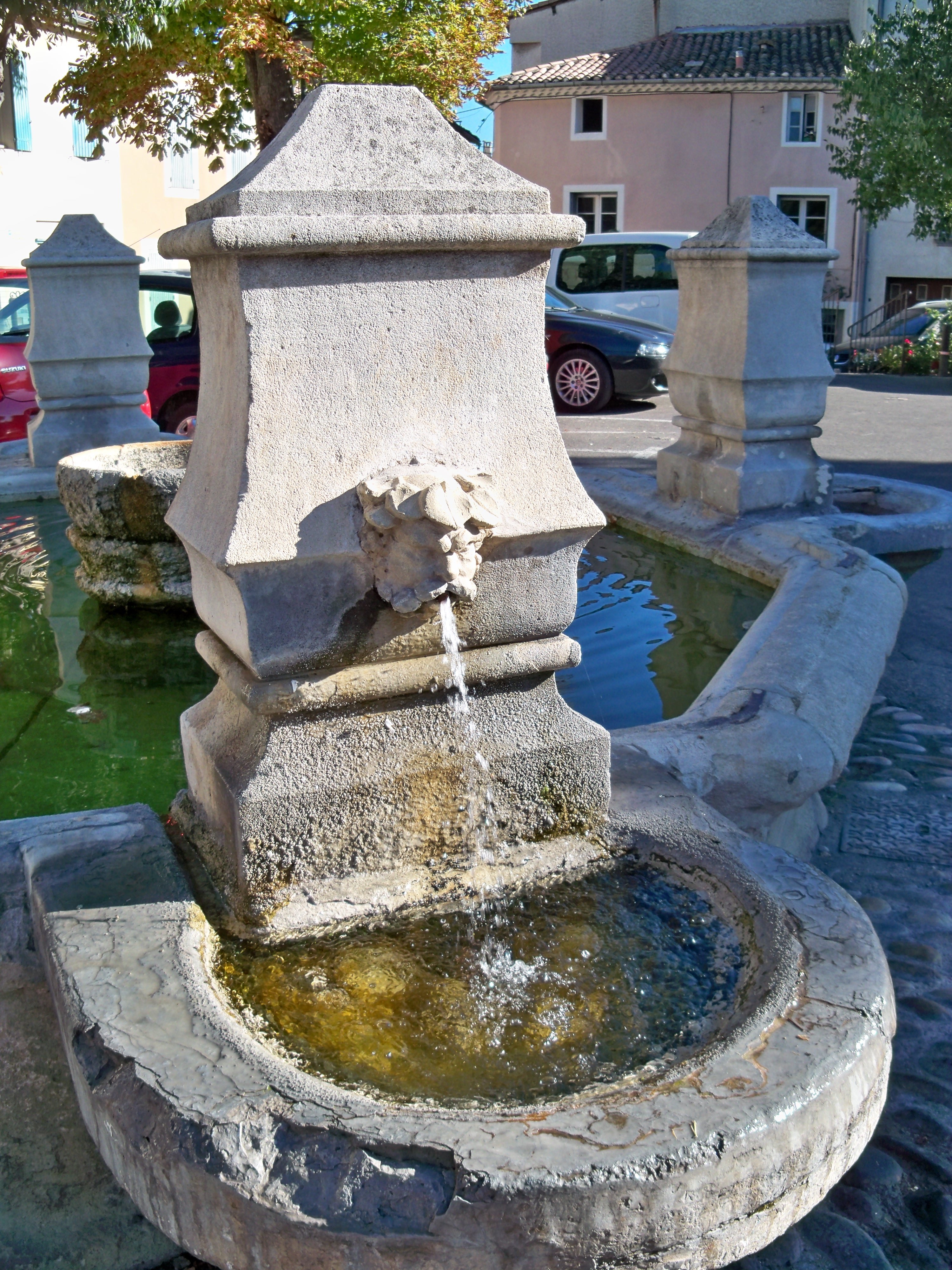
Fontaine du Portail Neuf
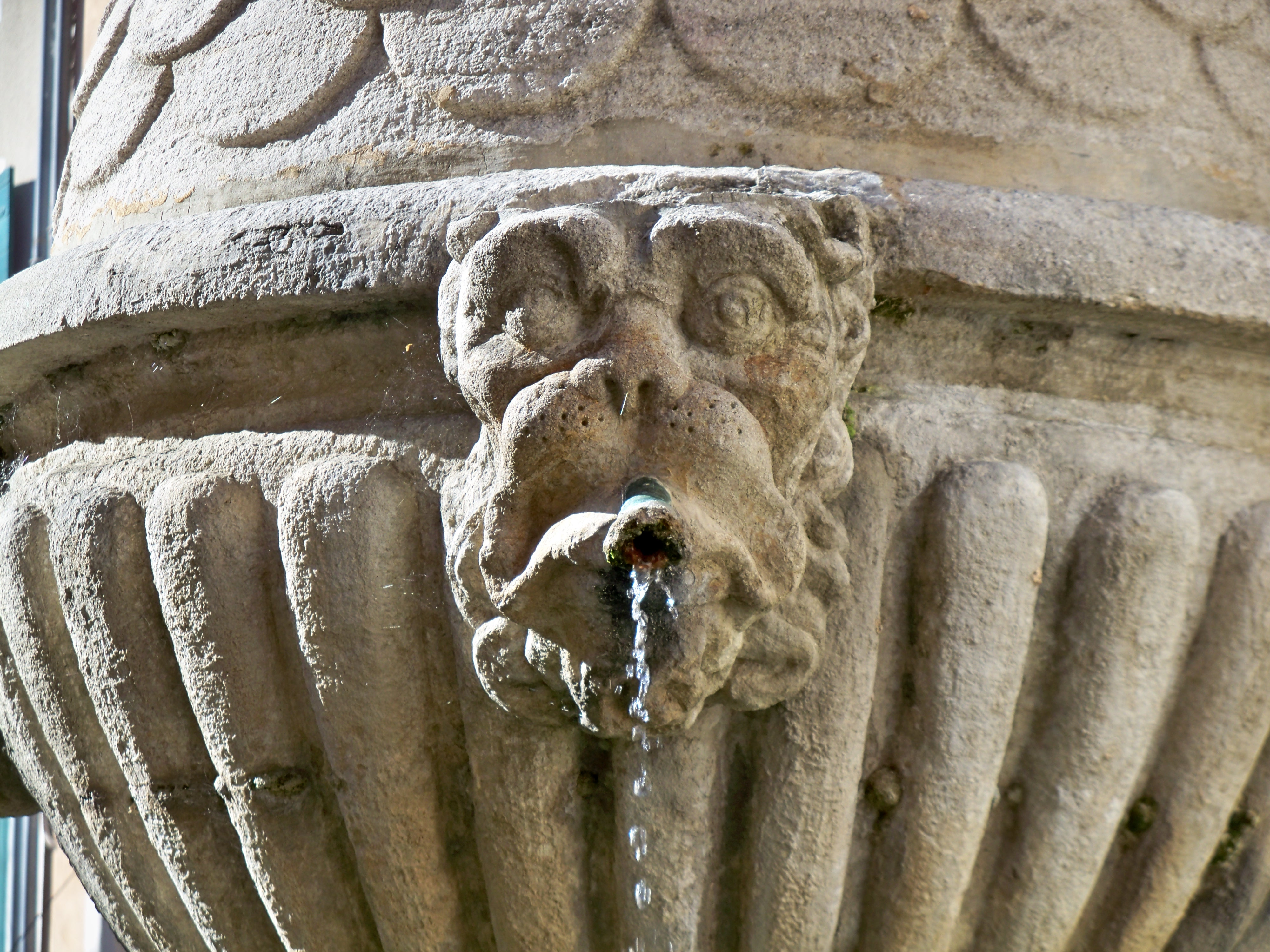
Wasserspeier an der Fontaine Reboul

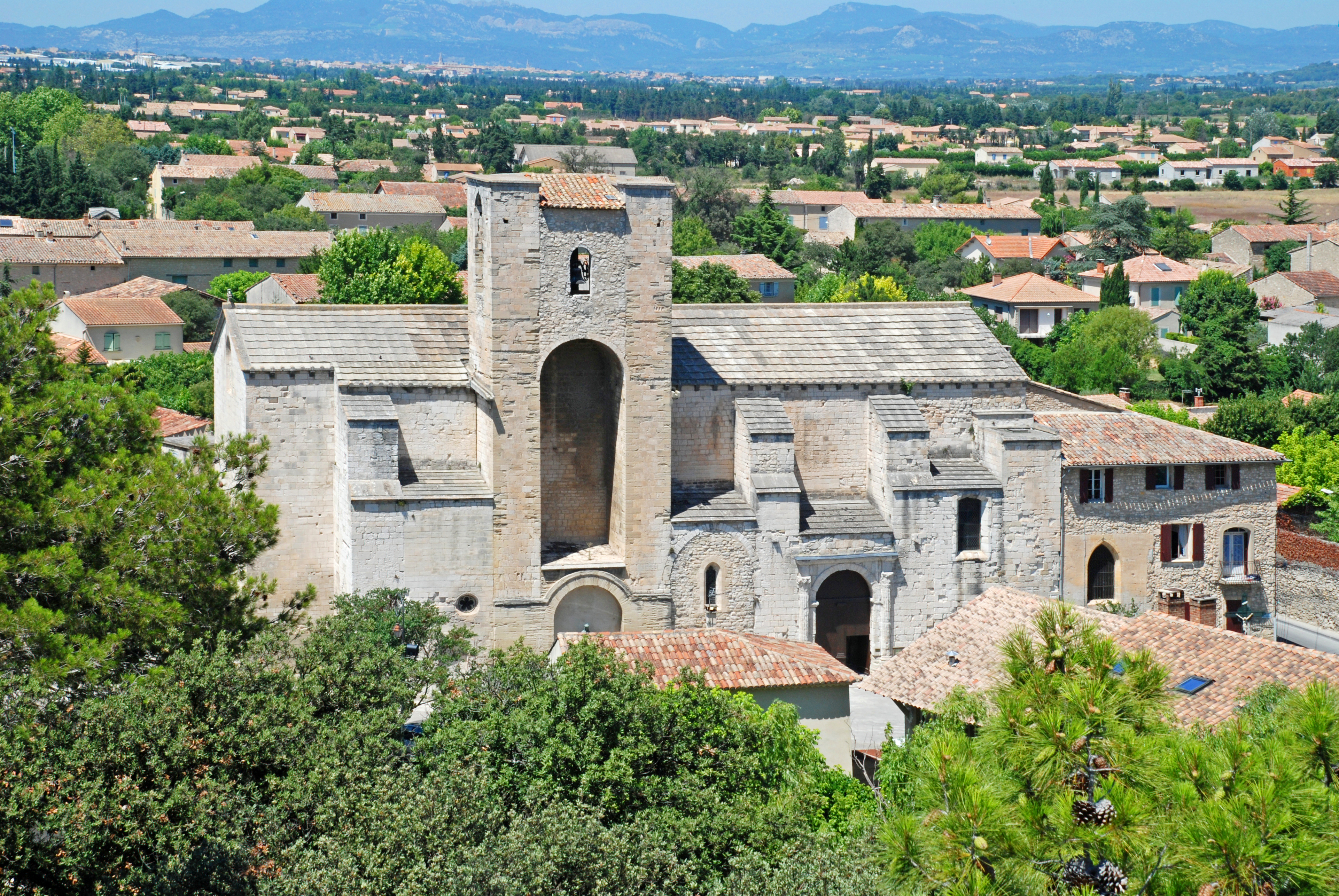
Pfarrkirche Notre-Dame-de-Nazareth

- Kirche Notre Dame de Nazareth aus dem 11. Jahrhundert

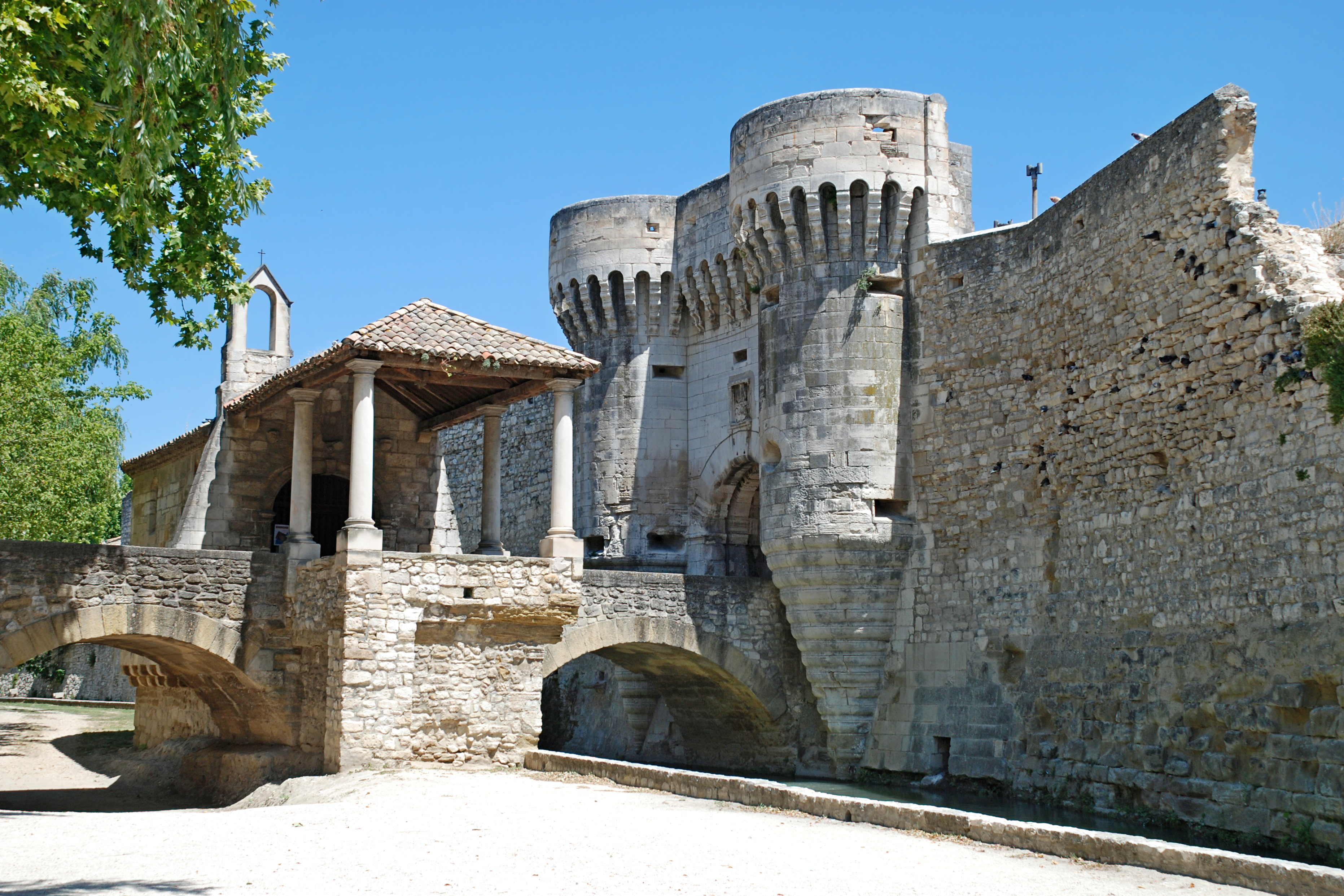
Porte Notre Dame mit Brücke und Kapelle

- Befestigtes Stadttor: Die Porte Notre Dame von 1548 wird von zwei imposanten Halbrundtürmen eingerahmt. Das päpstliche Wappen wurde während der Revolution eingehauen. Die vor dem Tor liegende Brücke wurde 1945 zerstört und sechs Jahre später wieder aufgebaut. Die zwischen den beiden Brückenbögen liegende Kapelle Notre-Dame-des-Grâces wurde um 1510 errichtet.[2]
- Zwei weitere Tore sind als Überreste der alten Stadtmauer noch sichtbar: die Porte Saint-Gilles am Canal de Carpentras und die Porte de Villeneuve am Office de Tourisme, beide aus dem 14. Jahrhundert.
- Die Halle Couverte (1622–1627) war eine Kaserne, dann ein Kino, bevor sie ihr altes Aussehen zurückbekam.[2]
- Der Uhrturm aus dem 12. Jahrhundert war der Donjon der Burg der Grafen von Toulouse, der seit 1486 die Uhr trägt. Der schmiedeeiserne Glockenkäfig wurde 1764 hinzugefügt.[2]
- Geburtshaus von Esprit Fléchier (1632–1710) an der Place Fléchir, an den Dachecken sind als Chimären geschnitzte Balkenenden erhalten.[2]
- Das Rathaus ist seit 1741 im Stadthaus der Familie Brancas untergebracht. Das monumentale Treppenhaus, die Balkendecken im französischen Stil und die Malereien mit mythologischen Szenen geben einen guten Eindruck von der Innenarchitektur eines Stadthauses aus dem 17. Jahrhundert. Im Innenhof befindet sich ein bemooster Brunnen aus dem 18. Jahrhundert.[2]
- Die Kapelle Notre-Dame-de-la-Rose auf der Place du Portail-Neuf wurde 1938 rekonstruiert. Die Fassade aus dem 17. Jahrhundert ist noch erhalten.[2]
- Die Tour de Ferrande wurde vor Ende des 13. Jahrhunderts erbaut und soll den Johannitern gehört haben. Auf den Innenwänden sind Fugenmalereien, Fleur-de-Lys, Rankenfriesen und der Stern des Hauses Baux aufgemalt, die interessantesten Darstellungen finden sich jedoch im obersten Stockwerk. Szenen aus dem 13. Jahrhundert zeigen vermutlich die Schlacht bei Benevent zwischen Karl von Anjou und Manfred, dem leiblichen Sohn Kaiser Friedrichs II. Ein Marienbildnis und ein Christophorus mit Jesuskind vervollständigen die Darstellung.[2]
- Außerhalb der Stadt erinnert ein überdachtes Kreuz an die Übergabe der Stadtschlüssel an den päpstlichen Legaten am 13. Mai 1433.[2]

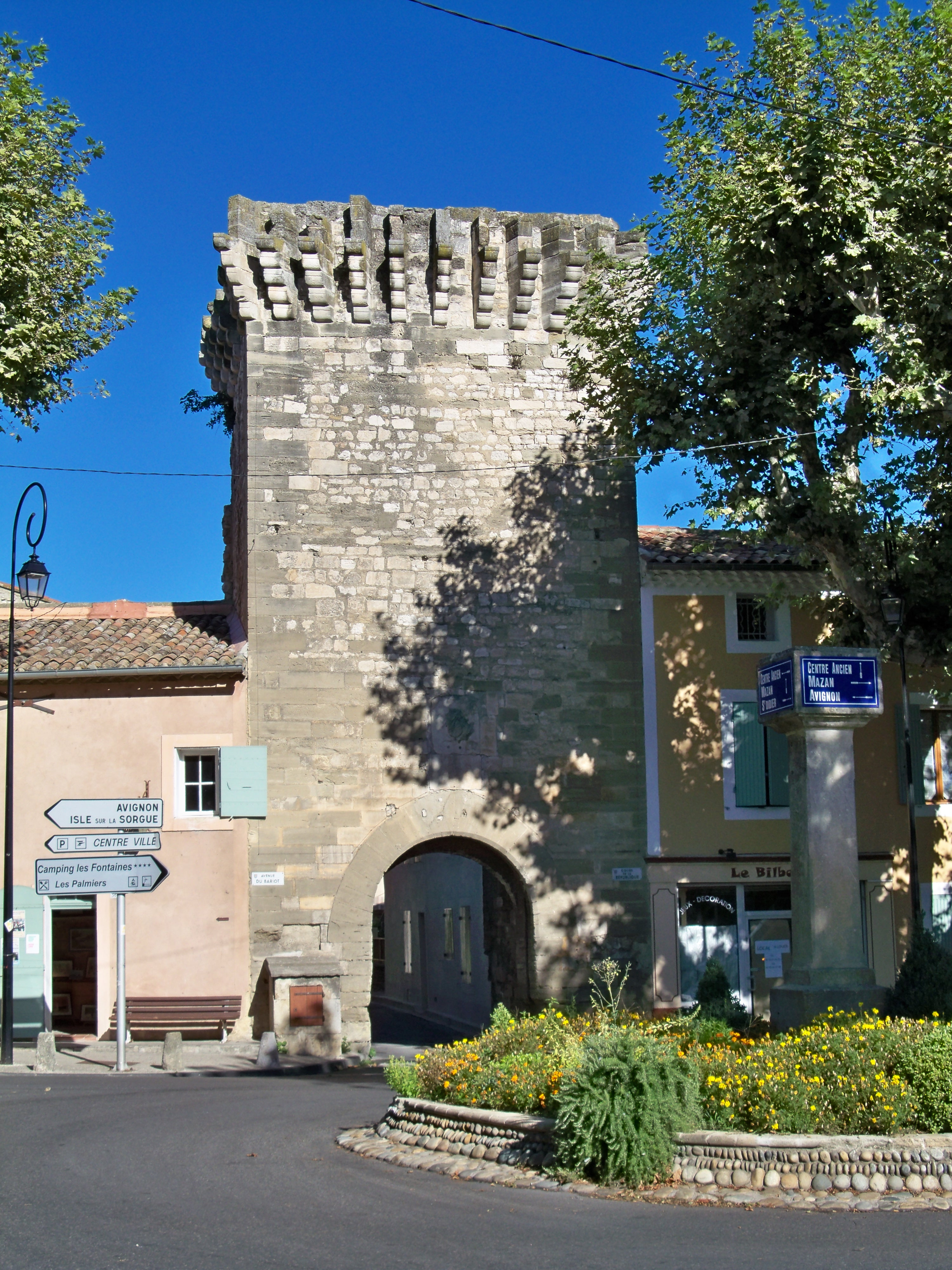
Porte Saint-Gilles
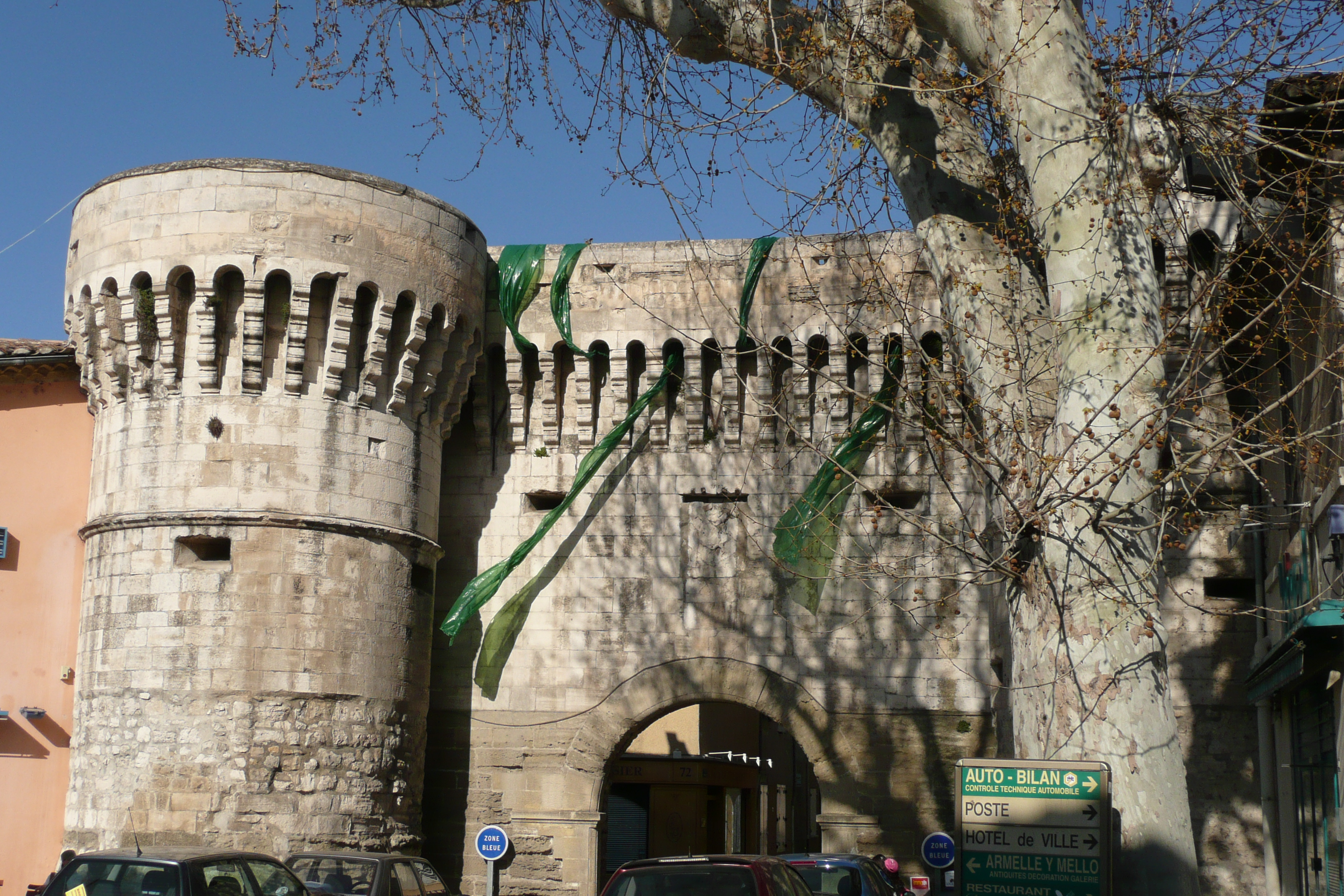
Porte de Villeneuve
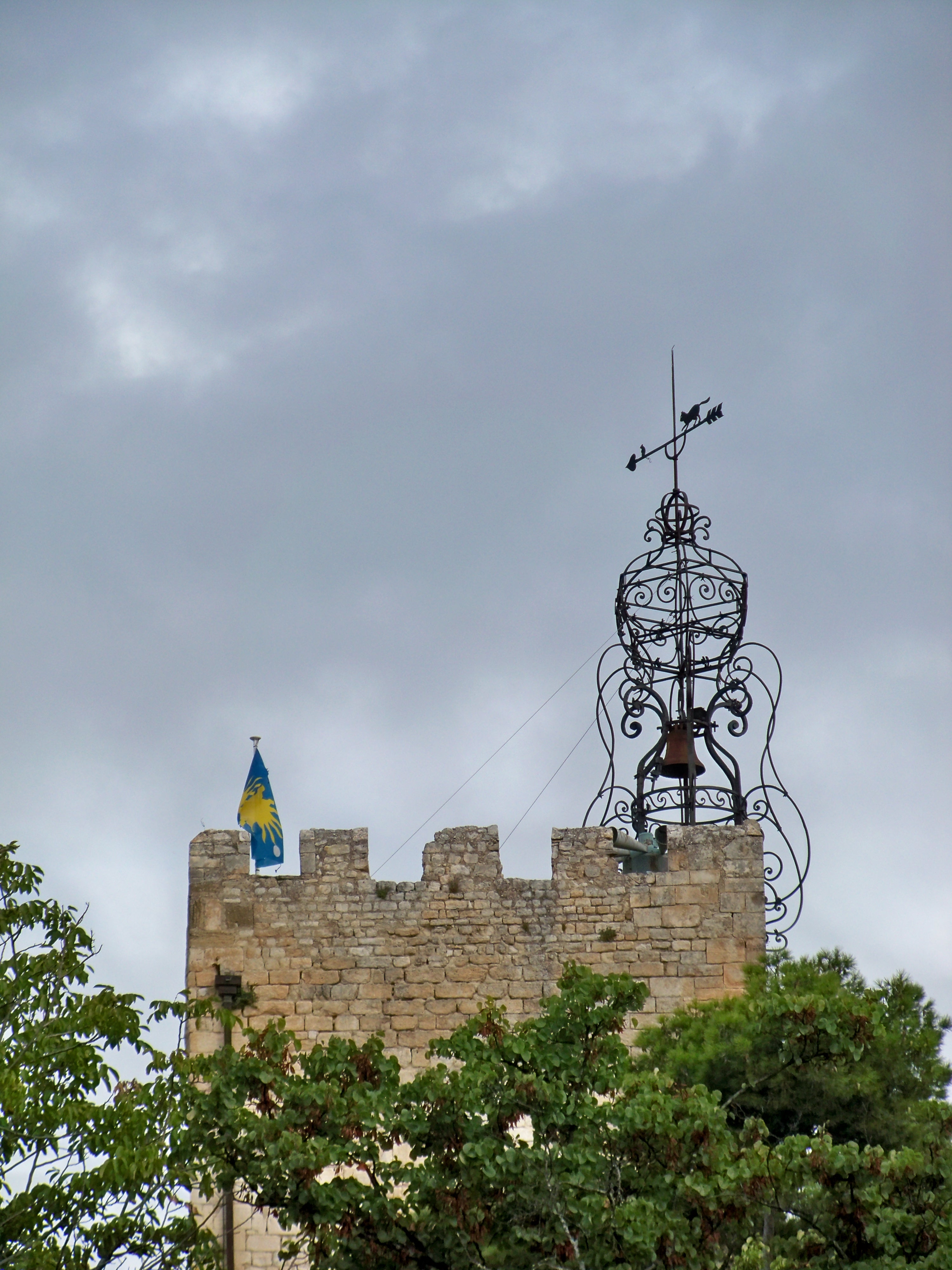
Glockenkäfig des Uhrturms
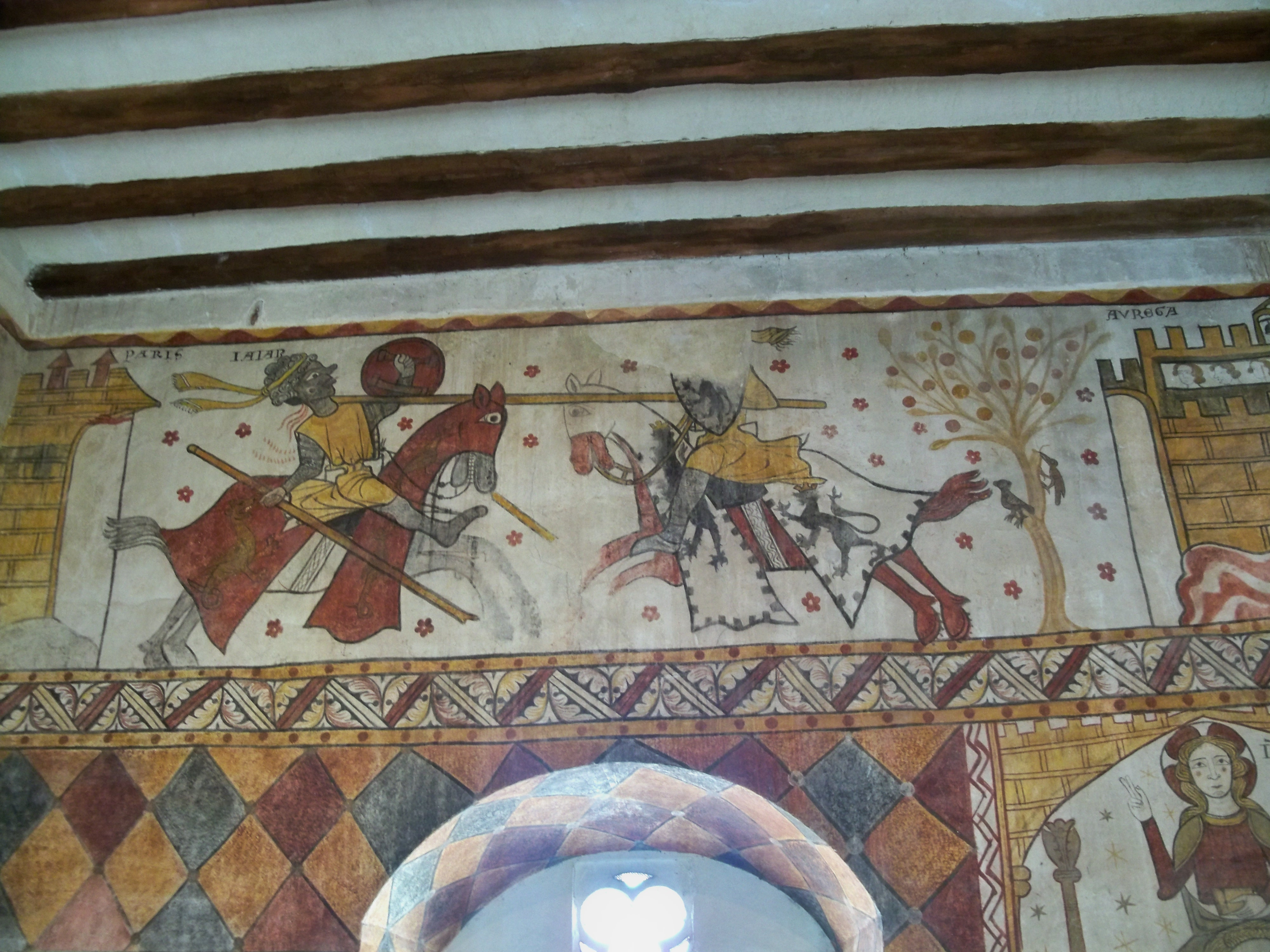
Schlachtenbild in der Tour de Ferrande
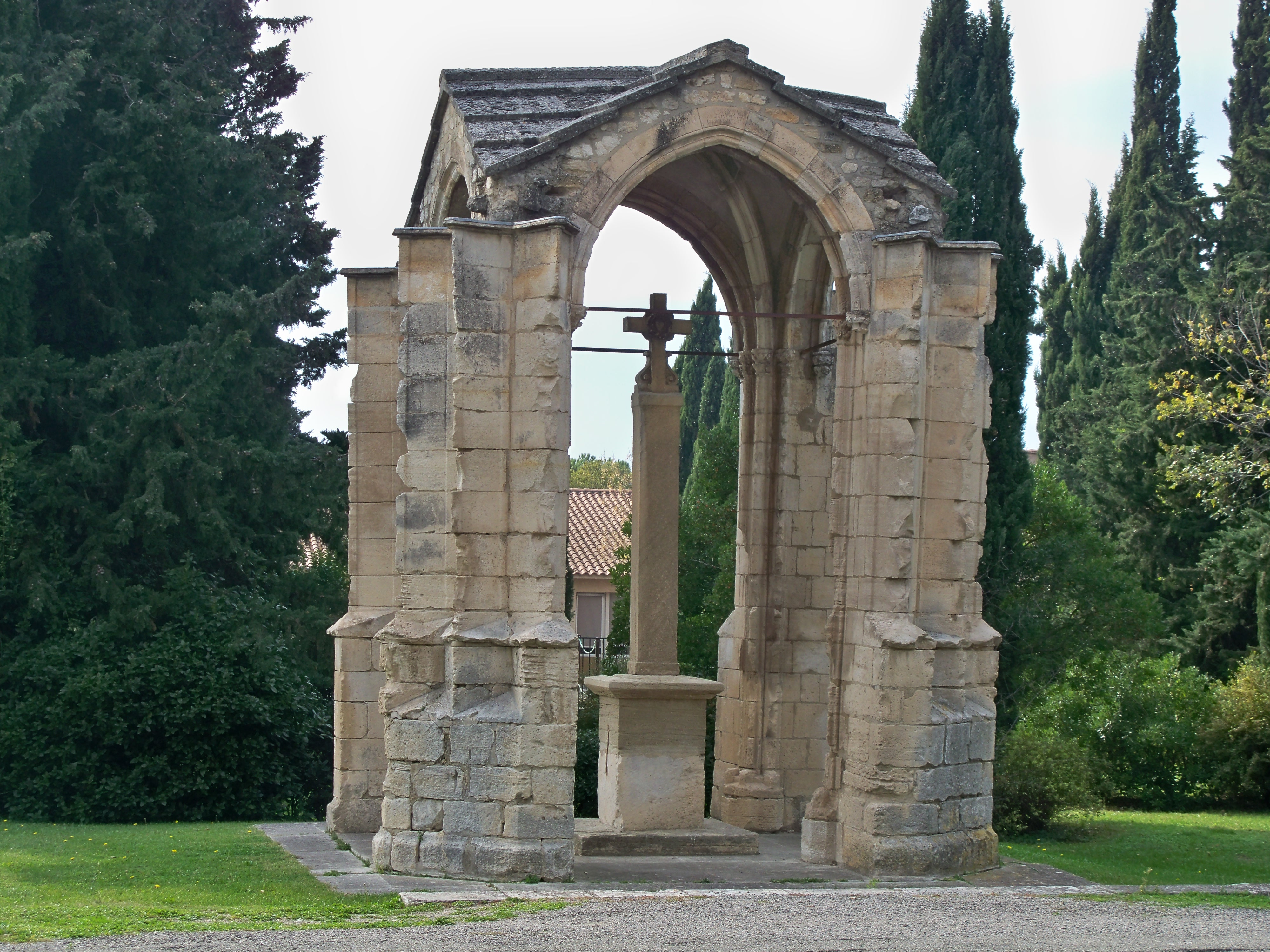
Croix couverte

## Söhne des Ortes
- François-Antoine Pomey (1618–1673), französischer Jesuit, Altphilologe, Romanist und Lexikograf
- Esprit Fléchier (1632–1710), französischer Bischof, Kanzelredner und Schriftsteller
- Louis de Brancas de Forcalquier (1672–1750), französischer Militär und Diplomat
- Jean-Baptiste de Brancas (1693–1770), Bischof von La Rochelle und Erzbischof von Aix-en-Provence
- Esprit Antoine Blanchard (1696–1770), französischer Komponist im Barock
- Louis Giraud (1805–1883), französischer Politiker, Gründer und erster Direktor des Canal de Carpentras, verstorben in Pernes-les-Fontaines
- Paul de Vivie (1853–1930), Fahrradpionier und Herausgeber der Fahrradzeitschrift „Le Cycliste“